# اکنون برای هائیتی امیدوارم (آلبوم)
اکنون برای هائیتی امیدوارم (انگلیسی: Hope for Haiti Now) آلبومی زنده از هنرمندان متفاوت برای کمک به خیریه اکنون برای هائیتی امیدوارم درپی زمین‌لرزه ۲۰۱۰ هائیتی است.